# Phalacrichus spangleri
Phalacrichus spangleri är en skalbaggsart som beskrevs av Wooldridge 1982. Phalacrichus spangleri ingår i släktet Phalacrichus och familjen lerstrandbaggar. Inga underarter finns listade i Catalogue of Life.